# Hans á Lag
Hans á Lag (Tórshavn, 26 settembre 1975) è un ex calciatore faroese, di ruolo difensore.